# أمين عبد الكريم الصانع
أمين عبد الكريم الصانع (12 مايو 1966 -) هو عسكري أردني، وقائد عملية العوجا/أريحا ضد القوات الإسرائيلية.
وُلد في 12/5/1966م في منطقة المقابلين من ضواحي عمّان، أتم دراسته في المدارس المحلّية التابعة للمنطقة التي وُلِد فيها، ثم التحق بصفوف الأمن العام وحصل على دورات قتالية في التايكواندو حيث نال الحزام الأسود، كما برع في لعبة الكونغ فو وشارك في دورة قُوّات الصاعقة حتى وصل إلى رتبة وكيل.

## العملية
انطلق مع رفاقة الأربعة خالد أبو غليون وسالم أبو غليون وإبراهيم غنيم ونايف الكعابنة ليلة الخميس 5 نوفمبر 1990م وفي 8 نوفمبر اشتبكوا مع دورية إسرائيلية على بعد 3 كم من قرية العوجا القريبة من أريحا قرب الحدود الأردنية الفلسطينية لمدة أربع ساعات اسفرت عن مقتل وجرح عدد من الجنود ومقتل ضابط إسرائيلي واستشهد من المجموعة نايف الكعابنة وأُسر البقية بعد المقاومة والمطاردة.

## الحُكم
بعد 3 أشهر تقريباً من اعتقالهم تمّت محاكمته هو ورفاقه غيابياً بعد رفض المُعتقلين المُثول أمام المحكمة نتيجة لرفض إسرائيل بدورها معاملتهم كأسرى حرب، ووُجّهت إليه تهمة «إطلاق نار وقتل». حُكم عليه بالسجن المُؤبّد الأمني والذي تبلغ فترة محكوميّته 99 سنة. قضى منها 17 عاماً في مُعتقل هداريم بفلسطين مُنذُ العام 1990م وسنةً واحدة في العام 2007م في سجن قفقفا الحكومي الأردني الواقع شمال الأردن.

## المعتقلات والزيارت
تنقّل أمين بين معتقلات صرفند وعسقلان ثم الرملة في زنازين العزل ثم في عزل مُعتقل بئر السبع ومن ثم عاد إلى عسقلان فنفحة وأخيراً سجن هداريم. هذا وقد أتم أمين حفظ القرآن الكريم في السجن، وبلغ مجموع زيارات الأهل له 7 زيارات كان آخرها عام 1998م.

## إطلاق سراحه
انتقل أمين الصانع إلى الأردن في صفقة تحت إشراف رئيس الوزراء في ذلك الوقت معروف البخيت مع إسرائيل تقضي بتسليم الأسرى الأردنيين سالم أبو غليون وخالد أبو غليون وأمين الصانع وسلطان العجلوني مقابل بقائهم في السجون الأردنية. وهو ما كان حيث وُضعوا في سجن قفقفا بتاريخ 5 يوليو 2007. وفي أغسطس من العام 2008 قامت السلطات الأردنية بالإفراج عنه.